# International Lutheran Council
International Lutheran Council (ILC) (Svenska:Internationella lutherska rådet) är en världsvid samarbetsorganisation för konfessionellt lutherska kyrkor. Till skillnad från Lutherska världsförbundet har kyrkorna inom ILC inte per automatik nattvardsgemenskap, även om många av rådets kyrkor har ingått nattvardsgemenskap med varandra. ILC grundades år 1993.
ILC hade år 2018 sammanlagt 54 medlemskyrkor. De största kyrkorna var då Madagaskars Lutherska kyrka, Missourisynoden i USA, Brasiliens evangelisk-lutherska kyrka och Lutheran Church-Canada. Sammanlagt hade ILC:s medlemskyrkor ungefär 7 150 000 medlemmar.
Missionsprovinsen i Sverige är medlem i ILC.

## Medlemskyrkor

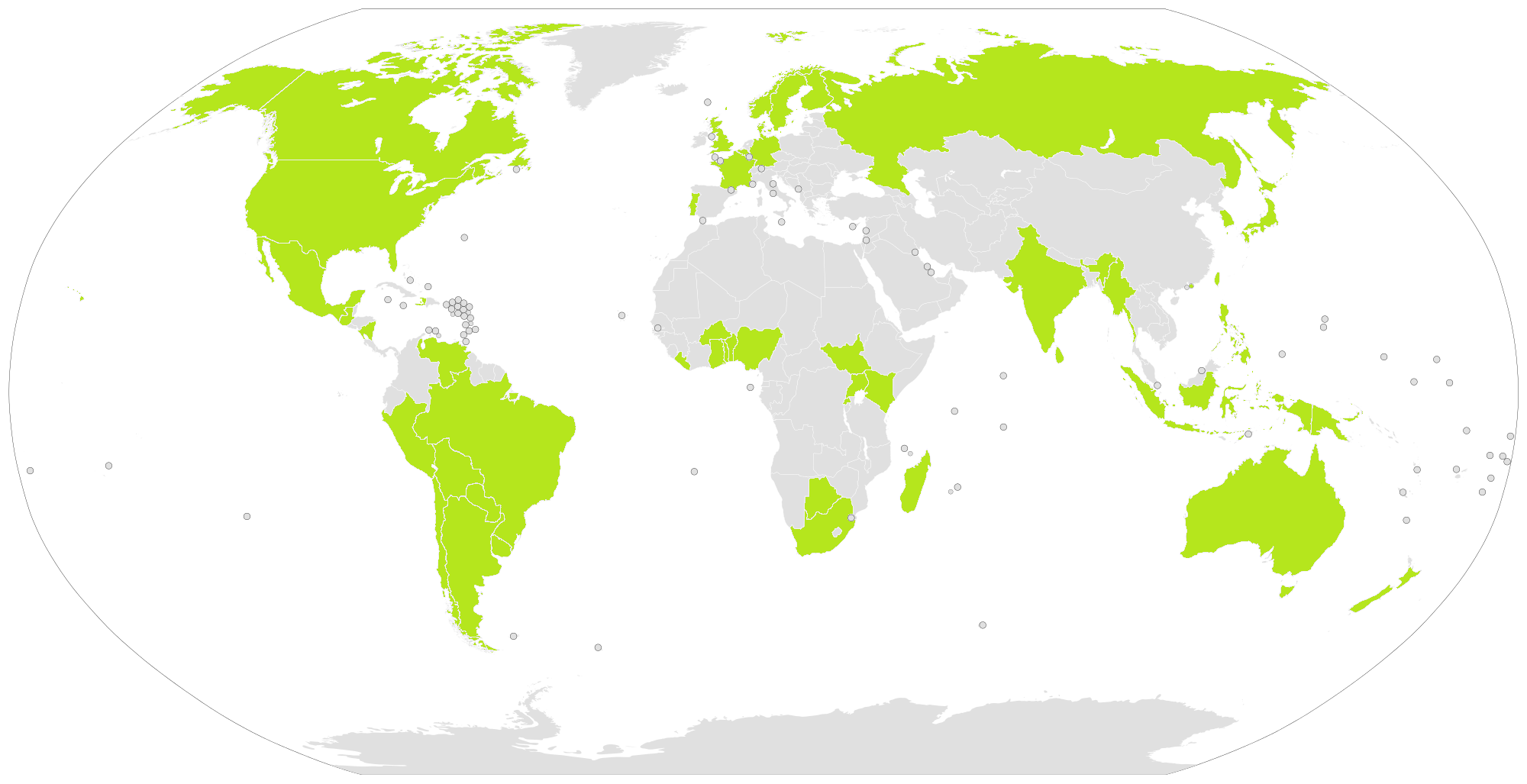
Med grön färg de länder där det finns minst ett kyrkosamfund som är medlem i ILC.

### Asien
| Stat             | Kyrka | Medlemmar | Församlingar | Källa |
| ---------------- | --- | --------- | ------------ | ----- |
| Australien       | Lutherska kyrkan i Australien (också i Nya Zeeland) (associerad medlem, också associerad medlem i Lutherska världsförbundet) | 49 600    | 466          | [ 2 ] |
| Sydkorea         | Koreas lutherska kyrka (också medlem i Lutherska världsförbundet)                                                            | 5 857     | 37           | [ 3 ] |
| Filippinerna     | Filippinernas lutherska kyrka (också medlem i Lutherska världsförbundet)                                                     | 24 600    |              | [ 4 ] |
| Indonesien       | Indonesiens lutherska kristliga kyrka (observatorisk medlem)                                                                 | 21 000    | 102          | [ 1 ] |
| Indien           | Indiens evangelisk-lutherska kyrka (också medlem i Lutherska världsförbundet)                                                | 70 000    | 100          | [ 5 ] |
| Japan            | Japans lutherska kyrka (också associerad medlem i Lutherska världsförbundet)                                                 | 2 381     | 33           | [ 6 ] |
| Kina             | Lutherska kyrka — Hongkong synod                                                                                             | 12 355    | 36           | [ 7 ] |
| Myanmar          | Myanmars lutherska kyrka (observatorisk medlem, också medlem i Lutherska världsförbundet)                                    | 3 400     | 14           | [ 1 ] |
| Papua Nya Guinea | Gutnius lutherska kyrka (också medlem i Lutherska världsförbundet)                                                           | 125 000   | 550          | [ 8 ] |
| Sri Lanka        | Ceylons evangelisk-lutherska kyrka                                                                                           | 500       | 15           | [ 1 ] |
| Taiwan           | Kinas evangelisk-lutherska kyrka                                                                                             | 2 010     | 20           | [ 9 ] |
| Taiwan           | Republiken Kinas lutherska kyrka (observatorisk medlem, också medlem i Lutherska världsförbundet)                            | 640       | 11           | [ 1 ] |

### Afrika
| Stat         | Kyrka                                                                                    | Medlemmar | Församlingar | Källa  |
| ------------ | ---------------------------------------------------------------------------------------- | --------- | ------------ | ------ |
| Benin        | Lutherska kyrka i Afrika - Benins synod                                                  | 400       | 5            | [ 1 ]  |
| Burkina Faso | Burkina Fasos evangelisk-lutherska kyrka                                                 | 1 400     | 8            | [ 1 ]  |
| Sydafrika    | Sydafrikas fria evangelisk-lutherska synod                                               | 2 829     | 17           | [ 10 ] |
| Sydafrika    | Södra Afrikas lutherska kyrka (också i Botswana)                                         | 20 000    | 100          | [ 11 ] |
| Sydafrika    | Sydafrikas Sankt Petrus konfessionella lutherska synod (observatorisk medlem)            | 22 000    |              | [ 1 ]  |
| Sydsudan     | Sydsudans evangelisk-lutherska kyrka (observatorisk medlem)                              | 5 000     | 15           | [ 1 ]  |
| Ghana        | Ghanas evangelisk-lutherska kyrka (också medlem i Lutherska världsförbundet)             | 27 500    | 213          | [ 12 ] |
| Kenya        | Evangelical Lutheran Church of Kenya (också medlem i Lutherska världsförbundet)          | 80 000    |              | [ 13 ] |
| Liberia      | Liberias evangelisk-lutherska kyrka                                                      | 7 300     | 91           | [ 1 ]  |
| Madagaskar   | Madagaskars Lutherska kyrka (också medlem i Lutherska världsförbundet)                   | 4 000 000 | 8 500        | [ 1 ]  |
| Nigeria      | Nigerias lutherska kyrka                                                                 | 80 000    | 339          | [ 14 ] |
| Rwanda       | Lutherska synod i Afrika - Synod av tusen kullar (observatorisk medlem)                  | 2 000     | 22           | [ 1 ]  |
| Tanzania     | Evangelisk-lutherska kyrkan i Tanzanias Sydost Victoriasjöns stift (organisation medlem) | 23 000    | 72           | [ 15 ] |
| Togo         | Togos lutherska kyrka                                                                    | 8 000     | 45           | [ 1 ]  |
| Uganda       | Ugandas lutherska kyrka                                                                  | 50 000    | 140          | [ 1 ]  |

### Sydamerika
| Stat      | Kyrka                                                           | Medlemmar | Församlingar | Källa  |
| --------- | --------------------------------------------------------------- | --------- | ------------ | ------ |
| Argentina | Argentinas evangelisk-lutherska kyrka                           | 27 890    | 231          | [ 16 ] |
| Bolivia   | Bolivias kristna evangelisk-lutherska kyrka (associerad medlem) | 906       | 24           | [ 17 ] |
| Brasilien | Brasiliens evangelisk-lutherska kyrka                           | 244 741   | 1 486        | [ 18 ] |
| Chile     | Evangelisk-lutherska kyrkan i Republiken Chile                  | 135       | 5            | [ 19 ] |
| Paraguay  | Evangelisk-lutherska kyrkan i Paraguay                          | 3 954     | 62           | [ 20 ] |
| Peru      | Evangelisk-lutherska kyrkan i Peru                              | 500       |              | [ 21 ] |
| Uruguay   | Uruguays lutherska kyrka                                        | 200       | 3            | [ 1 ]  |
| Venezuela | Evangelisk-lutherska kyrkan i Venezuela                         | 1 607     | 15           | [ 22 ] |

### Europa
| Stat           | Kyrka                                                                               | Medlemmar | Församlingar | Källa  |
| -------------- | ----------------------------------------------------------------------------------- | --------- | ------------ | ------ |
| Belgien        | Evangelisk-lutherska kyrkan i Belgien                                               | 150       | 2            | [ 23 ] |
| Storbritannien | Evangelisk-lutherska kyrkan i England                                               | 1 600     | 14           | [ 24 ] |
| Norge          | Den Lutherske Kirke i Norge                                                         | 90        | 5            | [ 25 ] |
| Norge          | Det evangelisk-lutherske stift i Norge                                              | 150       | 5            | [ 1 ]  |
| Portugal       | Evangelisk-lutherska kyrkan i Portugal                                              | 95        | 3            | [ 26 ] |
| Frankrike      | Evangelisk-lutherska kyrkan - Frankrikes synod                                      | 821       | 10           | [ 27 ] |
| Sverige        | Missionsprovinsen                                                                   |           | 16           | [ 1 ]  |
| Tyskland       | Självständiga evangelisk-lutherska kyrkan                                           | 34 542    | 187          | [ 28 ] |
| Finland        | Evangelisk-lutherska missionsstiftet i Finland                                      | 2 000     | 33           | [ 1 ]  |
| Danmark        | Den evangelisk-lutherske frikirke i Danmark (associerad medlem)                     | 90        | 3            | [ 29 ] |
| Ryssland       | Ingermanlands evangelisk-lutherska kyrka (också medlem i Lutherska världsförbundet) | 18 000    |              | [ 30 ] |
| Ryssland       | Sibiriens evangelisk-lutherska kyrka                                                | 2 100     | 25           | [ 31 ] |

### Nordamerika
| Stat      | Kyrka                                         | Medlemmar | Församlingar | Källa  |
| --------- | --------------------------------------------- | --------- | ------------ | ------ |
| Guatemala | Guatemalas lutherska kyrka                    | 4 200     | 9            | [ 32 ] |
| Haiti     | Evangelisk-lutherska kyrkan i Haiti           | 10 000    | 88           | [ 33 ] |
| Kanada    | Lutheran Church-Canada                        | 62 649    | 304          | [ 34 ] |
| Mexiko    | Mexikos lutherska synod                       | 1 211     |              | [ 35 ] |
| Nicaragua | Lutherska kyrkosynoden i Nicaragua            | 1 800     | 23           | [ 36 ] |
| USA       | Missourisynoden                               | 2 488 936 | 6 151        | [ 37 ] |
| USA       | The American Association of Lutheran Churches | 14 000    |              | [ 38 ] |
| USA       | Lutheran Ministerium and Synod – USA          |           |              | [ 39 ] |